# Beautiful People (Lied)
Beautiful People ist ein Lied des US-amerikanischen Sängers Chris Brown, bei dem der italienische DJ Benny Benassi als Gastmusiker in Erscheinung tritt. Es erschien am 4. April 2011 als dritte Singleauskopplung von Browns viertem Studioalbum F.A.M.E. Nach der Veröffentlichung in den USA und im Vereinigten Königreich im April desselben Jahres erreichte es in den Billboard Hot 100 Platz 43 und in Großbritannien sogar Rang vier. In Deutschland, wo die Single ab Mai erhältlich war, stieg sie bis auf Position 30.

## Hintergrund und Veröffentlichung
„Beautiful People“ wurde von Chris Brown, Marco Benassi, Alessandro Benassi, Jean Baptiste geschrieben, wobei die beiden Benassi-Brüder auch die Produktion übernahmen. Das Lied wurde im The Record Plant, einem Tonstudio in Los Angeles, aufgenommen. Noch bevor das Album oder die Single veröffentlicht wurden, leakte der Titel am 16. Januar 2011 online. Das Cover, auf welchem Brown sich eine Gasmaske überstreift und in die Kamera schaut, wurde am 2. Februar veröffentlicht. Später verwendete man das Lied für Benassis fünftes Studioalbum Electroman wieder, welches im Juni 2011 erschien.

## Komposition
Das Lied ist ein schnelles Electro-House-, Dancehall- und Europop-Lied, welches zudem von Contemporary-R&B beeinflusst wurde. Laut James Dean Wells von AOL Radio beinhaltet der Titel „pulsierende Synthesizer, welche sowohl Browns als auch Benassis Staccato- und Auto-Tune-Melodien unterlegen“. Sony/ATV Music Publishing veröffentlichte außerdem Daten, wonach die Single im Viervierteltakt mit dem durchschnittlichen Tempo von 126 Schlägen pro Minute verfasst worden ist. Komponiert wurde sie dabei in Es-Dur. Der Liedtext wurde als „positiv und erhebend“ gewertet. Bei Rap-Up war man der Meinung, dass das Lied „jeden auf der Tanzfläche dazu ermutige, den Kopf aufrechtzuerhalten und die innere Schönheit zu entdecken“. Brown selbst äußerte sich auch zu dem Lied und sagte, dass es „kein egoistischer Titel“ sei. Es ginge nicht um ihn und darum, ober er mit Autos, Geld und Frauen angibt, prahlt oder redet. Es ginge darum, wie er mit Tanzmusik die Möglichkeit hat, andere Menschen zu inspirieren. Es gebe so viele tragische Dinge in der Welt, sodass sie zusammenkommen müsse, um die Negativität zu beenden.

## Musikvideo

### Hintergrund und Zusammenfassung
Der Clip feierte am 22. März 2011 bei The Seven Premiere, einer ehemaligen Nachmittags-Talkshow von MTV. Der Regisseur des Videos ist unbekannt. Zahlreiche Musiker haben Gastauftritte in dem Video, unter anderem sind Bow Wow, The Game, Pharrell Williams, Swizz Beatz, T-Pain, Nelly, Tyga, Estelle, Brandy, Omarion, Teyana Taylor, Timbaland, The Rejectz, Big Sean, Ryan Leslie, Diddy und Dallas Austin zu sehen.
Das Musikvideo beginnt mit einer Szene, in der Brown und seine Tanzgruppe The Rejectz in der Nacht mit Tretrollern durch die Straßen fahren. Anschließend werden Sequenzen gezeigt, wie Brown singend und tanzend auf dem Rücksitz eines Autos sitzt oder in einem Tonstudio mit verschiedenen berühmten Freunden das Lied hört. Zwischenzeitlich sind immer wieder sowohl Benassi als auch Brown zu sehen, die auf unterschiedlichen Konzerten auftreten. Auch wird eingeblendet, wie Brown und T-Pain im Tonstudio tanzen. Außerdem zeigt man den Sänger vor einem Nachtclub sowie vor einer Wand, auf der die Worte „Beautiful People“ in Form eines Graffito dargestellt sind.

### Rezeption
Becky Bain vom Musikblog Idolator wertete das Musikvideo als „knapp vierminütiges Statement, dass Brown immer noch einen Haufen Freunde hat“. In einer britischen Tageszeitung hieß es, dass Browns Tanzen besser sei als sein Singen, welches jedoch trotzdem noch angenehm daherkomme. Tanner Stransky von der Zeitschrift Entertainment Weekly war der Meinung, dass der Clip ein „nettes Konzept“ habe und es ein Abweichen von Browns zuvor „markenrechtlich glatten Video“ darstelle. Ein anderer Rezensent nannte das Musikvideo „eine Wohlfühlreise durch Browns Alltagsleben“ und stellte zudem fest, dass die Bilder vermeintlich die menschliche Seite von Brown und seinen Freunden zeigen sollen.

## Rezeption
Das Lied wurde von den Kritikern überwiegend positiv aufgenommen. Margaret Wappler der Los Angeles Times schrieb beispielsweise, dass „Beautiful People“ sich beinahe wie ein Lied von Kylie Minogue anhöre. Dies machte sie vor allem an den „pulvrig-süßen Synthesizern und der Dancefloor Positivität“ fest. Bei dem Musikblog Idolator war man der Meinung, dass der Titel nichts an sich habe, was man mit dem Sänger verbinden würde. Sie vertraten dabei die Ansicht, dass jeder Künstler dieses Lied hätte singen könne, ohne dass sich das Resultat ändern würde. Trotzdem mochte der Rezensent die Single. Des Weiteren stellten andere Rezensenten fest, dass Brown eine weichere und einfühlsamere Seite von sich zeige und der Liedtext möglicherweise inspirierend wirken könnte.

## Kommerzieller Erfolg

### Chartplatzierungen
Das Lied stieg unter anderem in Deutschland, der Schweiz, Österreich, Großbritannien und den USA in die Charts ein. Dabei erlangte es jedoch nur im Vereinigten Königreich eine Top-10-Platzierung, wo es nach wenigen Wochen Platz vier der offiziellen Charts erreichte und bis Januar 2012 rund 588.000 Einheiten verkaufen konnte. In Deutschland erlangte es mit Rang 30 seine Höchstplatzierung und in den Billboard Hot 100 stieg es bis auf Position 43. In den Hot Dance Club Songs konnte sich die Single sogar auf Position eins platzieren, womit sie sowohl für Brown als auch für Benassi der erste Nummer-eins-Hit in dieser Rangliste war.
| ChartsChartplatzierungen       | Höchstplatzierung | Wochen |
| ------------------------------ | ----------------- | ------ |
| Deutschland (GfK)              | 30 (28 Wo.)       | 28     |
| Österreich (Ö3)                | 26 (20 Wo.)       | 20     |
| Schweiz (IFPI)                 | 26 (26 Wo.)       | 26     |
| Vereinigte Staaten (Billboard) | 43 (4 Wo.)        | 4      |
| Vereinigtes Königreich (OCC)   | 4 (39 Wo.)        | 39     |

| ChartsJahrescharts (2011)    | Platzierung |
| ---------------------------- | ----------- |
| Vereinigtes Königreich (OCC) | 16          |

### Auszeichnungen für Musikverkäufe
| Land/Region                  | Auszeichnungen für Musikverkäufe (Land/Region, Auszeichnung, Verkäufe) | Verkäufe  |
| ---------------------------- | ---------------------------------------------------------------------- | --------- |
| Australien (ARIA)            | 3× Platin                                                              | 210.000   |
| Dänemark (IFPI)              | Gold                                                                   | 15.000    |
| Neuseeland (RMNZ)            | Gold                                                                   | 7.500     |
| Norwegen (IFPI)              | 2× Platin                                                              | 20.000    |
| Schweden (IFPI)              | Platin                                                                 | 40.000    |
| Vereinigte Staaten (RIAA)    | Platin                                                                 | 1.000.000 |
| Vereinigtes Königreich (BPI) | 2× Platin                                                              | 1.200.000 |
| Insgesamt                    | 2× Gold · 9× Platin ·                                                  | 2.492.500 |

Hauptartikel: Chris Brown (Sänger)/Auszeichnungen für Musikverkäufe

## Live-Auftritte und Coverversionen
Am 29. März 2011 trat Brown in der US-amerikanischen Tanzshow Dancing with the Stars auf, seine gesangliche Darbietung war jedoch zuvor aufgenommen worden. Er sang ein neben „Yeah 3x“ noch ein Medley aus den Liedern „Forever“ und „Beautiful People“, welche er jedoch allesamt Playback vortrug. Für seinen Auftritt erntete Brown Standing Ovations von den Jurymitgliedern und den Zuschauern. Bereits vor Browns Besuch in der Show hatte es einige Kontroversen gegeben, da eine Teilnehmerin, die Tänzerin Cheryl Burke, sich negativ über den Besuch des Musikers äußerte. Da sie selbst ein Opfer häuslicher Gewalt sei, könne sie sich nicht damit einverstanden erklären, dass Brown, der im Februar 2009 seine damalige Freundin Rihanna körperlicher Gewalt ausgesetzt hatte, einen Auftritt in der Show hat. Auch Moderator Tom Bergeron zeigte sich wenig Begeistert über Browns Erscheinen. Er habe die Produzenten der Show darauf aufmerksam gemacht, dass es „möglicherweise ein Vorteil für sie wäre, wenn er Brown nicht interviewen müsse“. Des Weiteren hätte er aufgrund seiner privaten Ansichten eine Neigung dazu, etwas zu dem Thema zu sagen. Falls man ihn zwinge, auf der Bühne ein Interview mit Brown zu führen, würde er den Vorfall aus 2009 und den, welcher wenige Tage zuvor stattfand, zur Sprache zu bringen. Dabei bezog er sich auf einen Vorfall, als er in der Show Good Morning America zu Gast war und dort ausgerastet war, als Gastgeberin Robin Roberts ihn über Rihanna ausgefragt hatte. Dieser Vorfall hatte große mediale Berichterstattung nach sich gezogen, da man Brown vorwarf, nach all den Geschehnissen „nichts gelernt zu haben“.
Auch bei den MTV Video Music Awards 2011 trat Brown auf. Dabei eröffnete er seinen Auftritt mit „Yeah 3x“, ehe er zu den Liedern „Protect Ya Neck“ vom Wu-Tang Clan und „Smells Like Teen Spirit“ von Nirvana zu tanzen begann. Zuletzt trug er dann „Beautiful People“ vor. Bei der F.A.M.E. Tour befand sich die Single ebenfalls auf der Setlist.
Am 3. Dezember 2011 sang der britische Sänger Labrinth das Lied während des Jingle Bell Balles, einem Konzert, welches in der O2 Arena in London stattfand.

## Mitwirkende Personen
Quelle: Album-Booklet
- Chris Brown – Songwriter, Gesang
- Marco „Benny“ Benassi – Songwriter, Gastmusiker, Produzent
- Alessandro „Alle“ Benassi – Songwriter, Produzent
- Jean Baptiste – Songwriter
- Serban Ghenea – Abmischung
- John Hanes – Toningenieur
- Tim Roberts – Toningenieur (Assistent)